# Lista de prêmios e indicações recebidos por Exo
Esta é a lista de prêmios e indicações recebidos por Exo, um grupo sino-coreano formado em 2012 pela S.M. Entertainment.  Tendo recebido majoritariamente prêmios da Ásia, também recebeu vários prêmios de premiações internacionais, como do MTV Europe Music Awards e do World Music Awards. Em 2013, pouco mais de um ano após sua estreia oficial, o grupo recebeu seu primeiro Grande Prêmio (hangul: 대상; rr: Daesang) no Melon Music Awards, com seu single "Growl" sendo nomeado Canção do Ano. Desde então, recebeu mais vinte e três Grandes Prêmios nas premiações de maior destaque da indústria musical sul-coreana.
Exo também ganhou 101 prêmios de programas musicais coreanos e 2 de chineses. Em 14 de junho de 2013, um ano após sua estreia oficial, o grupo teve sua primeira vitória no programa Music Bank com o single "Wolf". "Call Me Baby", faixa-título de seu álbum EXODUS, é a segunda canção mais premiada nos programas, com dezoito prêmios, ficando atrás apenas de "Gangnam Style", canção do cantor PSY que obteve vinte vitórias nos mesmos.

## Asia Artist Awards
| Ano  | Recipiente | Categoria                           | Resultado | Ref               |
| ---- | ---------- | ----------------------------------- | --------- | ----------------- |
| 2016 | EXO        | Prêmio daesang (cantor)             | Venceu    | [ 7 ] [ 8 ] [ 9 ] |
| 2016 | EXO        | Prêmio de estrela asiática (cantor) | Venceu    | [ 7 ] [ 8 ] [ 9 ] |
| 2016 | EXO        | Prêmio de popularidade (cantor)     | Venceu    | [ 7 ] [ 8 ] [ 9 ] |
| 2016 | EXO        | Prêmio baidu star                   | Venceu    | [ 7 ] [ 8 ] [ 9 ] |
| 2017 | EXO        | Prêmio de popularidade (cantor)     | Venceu    |                   |
| 2017 | EXO        | Prêmio de artista fabuloso          | Venceu    |                   |
| 2017 | EXO        | Prêmio daesang (cantor)             | Venceu    |                   |

## Golden Disc Awards
| Ano  | Destinatário | Recipiente     | Categoria                     | Resultado | Ref           |
| ---- | ------------ | -------------- | ----------------------------- | --------- | ------------- |
| 2013 | EXO-K        | EXO-K          | Prêmio de newbie do ano       | Venceu    | [ 10 ]        |
| 2013 | EXO-K        | EXO-K          | Prêmio de popularidade        | Indicado  | [ 10 ]        |
| 2013 | EXO-K        | MAMA           | Disco bonsang                 | Indicado  | [ 10 ]        |
| 2014 | EXO          | EXO            | Prêmio de popularidade        | Indicado  | [ 11 ] [ 12 ] |
| 2014 | EXO          | "Growl"        | Bonsang digital               | Venceu    | [ 11 ] [ 12 ] |
| 2014 | EXO          | XOXO           | Disco bonsang                 | Venceu    | [ 11 ] [ 12 ] |
| 2014 | EXO          | XOXO           | Disco daesang                 | Venceu    | [ 11 ] [ 12 ] |
| 2015 | EXO          | Overdose       | Disco bonsang                 | Venceu    | [ 13 ]        |
| 2015 | EXO          | Overdose       | Disco daesang                 | Venceu    | [ 13 ]        |
| 2015 | EXO          | "Overdose"     | Bonsang digital               | Indicado  | [ 13 ]        |
| 2016 | EXO          | EXO            | Prêmio de popularidade        | Indicado  | [ 14 ] [ 15 ] |
| 2016 | EXO          | EXO            | Prêmio de popularidade global | Venceu    | [ 14 ] [ 15 ] |
| 2016 | EXO          | EXODUS         | Disco bonsang                 | Venceu    | [ 14 ] [ 15 ] |
| 2016 | EXO          | EXODUS         | Disco daesang                 | Venceu    | [ 14 ] [ 15 ] |
| 2016 | EXO          | "Call Me Baby" | Bonsang digital               | Indicado  | [ 14 ] [ 15 ] |
| 2017 | EXO          | EXO            | Prêmio de popularidade        | Indicado  | [ 16 ]        |
| 2017 | EXO          | EXO            | Escolha asiática              | Venceu    | [ 16 ]        |
| 2017 | EXO          | EXO            | Prêmio de ícone da Ásia       | Venceu    | [ 16 ]        |
| 2017 | EXO          | EX'ACT         | Disco bonsang                 | Venceu    | [ 16 ]        |
| 2017 | EXO          | EX'ACT         | Disco daesang                 | Venceu    | [ 16 ]        |
| 2017 | EXO          | "Monster"      | Disco bonsang                 | Indicado  | [ 16 ]        |

## Korean Music Awards
| Ano  | Destinatário | Recipiente | Categoria                                     | Resultado | Ref    |
| ---- | ------------ | ---------- | --------------------------------------------- | --------- | ------ |
| 2013 | EXO          | EXO        | Rookie do ano                                 | Indicado  | [ 17 ] |
| 2014 | EXO          | EXO        | Grupo musical do ano por votos de internautas | Venceu    | [ 17 ] |
| 2014 | EXO          | "Growl"    | Canção do ano                                 | Indicado  | [ 17 ] |
| 2014 | EXO          | "Growl"    | Melhor canção de dance & eletrônica           | Venceu    | [ 17 ] |

## Melon Music Awards
| Ano  | Destinatário | Recipiente     | Categoria                                | Resultado | Ref                  |
| ---- | ------------ | -------------- | ---------------------------------------- | --------- | -------------------- |
| 2012 | EXO-K        | EXO            | Prêmio de estrela global                 | Indicado  | [ 18 ] [ 19 ]        |
| 2013 | EXO          | EXO            | Prêmio de estrela global                 | Indicado  | [ 20 ]               |
| 2013 | EXO          | EXO            | Artista do ano                           | Indicado  | [ 20 ]               |
| 2013 | EXO          | EXO            | Prêmio de popularidade entre internautas | Venceu    | [ 20 ]               |
| 2013 | EXO          | EXO            | Top 10 artistas                          | Venceu    | [ 20 ]               |
| 2013 | EXO          | XOXO           | Álbum do ano                             | Indicado  | [ 20 ]               |
| 2013 | EXO          | "Growl"        | Canção do ano                            | Venceu    | [ 20 ]               |
| 2013 | EXO          | "Growl"        | Prêmio de vídeo musical                  | Indicado  | [ 20 ]               |
| 2014 | EXO          | EXO            | Artista do ano                           | Indicado  | [ 21 ] [ 22 ] [ 23 ] |
| 2014 | EXO          | EXO            | Top 10 artistas                          | Venceu    | [ 21 ] [ 22 ] [ 23 ] |
| 2014 | EXO          | Overdose       | Álbum do ano                             | Indicado  | [ 21 ] [ 22 ] [ 23 ] |
| 2015 | EXO          | EXO            | Artista do ano                           | Indicado  | [ 24 ] [ 25 ] [ 26 ] |
| 2015 | EXO          | EXO            | Top 10 artistas                          | Venceu    | [ 24 ] [ 25 ] [ 26 ] |
| 2015 | EXO          | EXO            | Prêmio de popularidade entre internautas | Indicado  | [ 24 ] [ 25 ] [ 26 ] |
| 2015 | EXO          | EXODUS         | Álbum do ano                             | Venceu    | [ 24 ] [ 25 ] [ 26 ] |
| 2015 | EXO          | "Call Me Baby" | Canção do ano                            | Indicado  | [ 24 ] [ 25 ] [ 26 ] |
| 2016 | EXO          | EXO            | Artista do ano                           | Venceu    | [ 27 ]               |
| 2016 | EXO          | EXO            | Top 10 artistas                          | Venceu    | [ 27 ]               |
| 2016 | EXO          | EXO            | Prêmio de popularidade entre internautas | Venceu    | [ 27 ]               |
| 2016 | EXO          | EXO            | Prêmio Kakao Hot Star                    | Venceu    | [ 27 ]               |
| 2016 | EXO          | EX'ACT         | Álbum do ano                             | Indicado  | [ 27 ]               |
| 2016 | EXO          | "Monster"      | Melhor Dança por um Artista Masculino    | Venceu    | [ 27 ]               |
| 2017 | EXO          | EXO            | Artista do ano                           | Venceu    |                      |
| 2017 | EXO          | EXO            | Top 10 artistas                          | Venceu    | [ 28 ]               |
| 2017 | EXO          | EXO            | Prêmio de popularidade entre internautas | Venceu    |                      |
| 2017 | EXO          | EXO            | Prêmio Kakao Hot Star                    | Indicado  |                      |
| 2017 | EXO          | The War        | Álbum do ano                             | Indicado  |                      |
| 2017 | EXO          | Ko Ko Bop      | Canção do ano                            | Indicado  |                      |
| 2017 | EXO          | Ko Ko Bop      | Melhor Dança por um Artista Masculino    | Venceu    |                      |

### Melon Popularity Award
| Ano  | Canção         | Data           |
| ---- | -------------- | -------------- |
| 2015 | "Sing for You" | 21 de dezembro |
| 2015 | "Sing for You" | 28 de dezembro |
| 2016 | "Sing for You" | 4 de janeiro   |
| 2016 | "Sing for You" | 11 de janeiro  |
| 2016 | "Sing for You" | 18 de janeiro  |
| 2016 | "Monster"      | 20 de junho    |
| 2016 | "Monster"      | 27 de junho    |
| 2016 | "Lotto"        | 29 de agosto   |
| 2016 | "Lotto"        | 5 de setembro  |
| 2016 | "Lotto"        | 12 de setembro |
| 2016 | "Dancing King" | 26 de setembro |
| 2016 | "Dancing King" | 3 de outubro   |
| 2017 | "Ko Ko Bop"    | 31 de julho    |
| 2017 | "Ko Ko Bop"    | 7 de agosto    |
| 2017 | "Ko Ko Bop"    | 14 de agosto   |
| 2017 | "Ko Ko Bop"    | 21 de agosto   |
| 2017 | "Ko Ko Bop"    | 28 de agosto   |
| 2017 | "Power"        | 18 de setembro |

## Mnet Asian Music Awards
| Ano  | Destinatário | Recipiente     | Categoria                                          | Resultado | Ref                  |
| ---- | ------------ | -------------- | -------------------------------------------------- | --------- | -------------------- |
| 2012 | EXO-K        | EXO            | Artista do ano                                     | Indicado  | [ 29 ] [ 30 ] [ 31 ] |
| 2012 | EXO-K        | EXO            | Melhor novo artista masculino                      | Indicado  | [ 29 ] [ 30 ] [ 31 ] |
| 2012 | EXO          | EXO            | Melhor novo grupo asiático                         | Venceu    | [ 29 ] [ 30 ] [ 31 ] |
| 2013 | EXO          | EXO            | Melhor performance de dança por um grupo masculino | Indicado  | [ 32 ] [ 33 ]        |
| 2013 | EXO          | EXO            | Melhor grupo masculino                             | Indicado  | [ 32 ] [ 33 ]        |
| 2013 | EXO          | EXO            | Artista do ano                                     | Indicado  | [ 32 ] [ 33 ]        |
| 2013 | EXO          | XOXO           | Álbum do ano                                       | Venceu    | [ 32 ] [ 33 ]        |
| 2013 | EXO          | "Growl"        | Canção do ano                                      | Indicado  | [ 32 ] [ 33 ]        |
| 2014 | EXO          | EXO            | Prêmio de melhor estilo asiático                   | Venceu    | [ 34 ]               |
| 2014 | EXO          | EXO            | Melhor performance de dança por um grupo masculino | Indicado  | [ 34 ]               |
| 2014 | EXO          | EXO            | Melhor grupo masculino                             | Venceu    | [ 34 ]               |
| 2014 | EXO          | EXO            | Artista do ano                                     | Venceu    | [ 34 ]               |
| 2014 | EXO          | "Overdose"     | Canção do ano                                      | Indicado  | [ 34 ]               |
| 2014 | EXO          | Overdose       | Álbum do ano                                       | Venceu    | [ 34 ]               |
| 2015 | EXO          | EXO            | Melhor grupo masculino                             | Venceu    | [ 35 ] [ 36 ]        |
| 2015 | EXO          | EXO            | Melhor performance de dança por um grupo masculino | Indicado  | [ 35 ] [ 36 ]        |
| 2015 | EXO          | EXO            | Escolha de grupo masculino por fãs globais         | Venceu    | [ 35 ] [ 36 ]        |
| 2015 | EXO          | EXO            | Artista favorito mundial                           | Indicado  | [ 35 ] [ 36 ]        |
| 2015 | EXO          | EXO            | Prêmio de melhor estilo asiático                   | Venceu    | [ 35 ] [ 36 ]        |
| 2015 | EXO          | EXO            | Artista do ano                                     | Indicado  | [ 35 ] [ 36 ]        |
| 2015 | EXO          | "Call Me Baby" | Canção do ano                                      | Indicado  | [ 35 ] [ 36 ]        |
| 2015 | EXO          | EXODUS         | Álbum do ano                                       | Venceu    | [ 35 ] [ 36 ]        |
| 2016 | EXO          | EXO            | Melhor grupo masculino                             | Indicado  | [ 37 ] [ 38 ]        |
| 2016 | EXO          | EXO            | Melhor performance de dança por um grupo masculino | Indicado  | [ 37 ] [ 38 ]        |
| 2016 | EXO          | EXO            | Artista favorito mundial                           | Indicado  | [ 37 ] [ 38 ]        |
| 2016 | EXO          | EXO            | Prêmio de melhor estilo asiático                   | Venceu    | [ 37 ] [ 38 ]        |
| 2016 | EXO          | EXO            | Artista do ano                                     | Indicado  | [ 37 ] [ 38 ]        |
| 2016 | EXO          | "Monster"      | Canção do ano                                      | Indicado  | [ 37 ] [ 38 ]        |
| 2016 | EXO          | EX'ACT         | Álbum do ano                                       | Venceu    | [ 37 ] [ 38 ]        |
| 2017 | EXO          | EXO            | Melhor grupo masculino                             | Indicado  | [ 39 ] [ 40 ]        |
| 2017 | EXO          | EXO            | Artista do ano                                     | Indicado  | [ 39 ] [ 40 ]        |
| 2017 | EXO          | EXO-CBX        | Prêmio de melhor estilo asiático                   | Venceu    | [ 39 ] [ 40 ]        |
| 2017 | EXO          | "Ko Ko Bop"    | Canção do ano                                      | Indicado  | [ 39 ] [ 40 ]        |
| 2017 | EXO          | "Ko Ko Bop"    | Melhor performance de dança por um grupo masculino | Indicado  | [ 39 ] [ 40 ]        |
| 2017 | EXO          | "Ko Ko Bop"    | Escolha de grupo masculino por fãs globais         | Venceu    | [ 39 ] [ 40 ]        |
| 2017 | EXO          | "Power"        | Melhor vídeo musical                               | Indicado  | [ 39 ] [ 40 ]        |
| 2017 | EXO          | The War        | Álbum do Ano                                       | Venceu    | [ 39 ] [ 40 ]        |

## Japan Gold Disc Award
| Ano  | Recipiente | Categoria                      | Resultado | Ref                  |
| ---- | ---------- | ------------------------------ | --------- | -------------------- |
| 2016 | EXO        | Novo artista do ano (Asiático) | Venceu    | [ 41 ] [ 42 ] [ 43 ] |
| 2016 | EXO        | 3 melhores novos artistas      | Venceu    | [ 41 ] [ 42 ] [ 43 ] |

## Gaon Chart K-Pop Awards
| Ano  | Destinatário | Recipiente                       | Categoria                             | Resultado | Ref           |
| ---- | ------------ | -------------------------------- | ------------------------------------- | --------- | ------------- |
| 2013 | EXO          | EXO                              | Prêmio de popularidade                | Venceu    | [ 44 ]        |
| 2013 | EXO          | XOXO                             | Artista do ano (álbum) – 3º trimestre | Venceu    | [ 44 ]        |
| 2013 | EXO          | Miracles in December             | Artista do ano (álbum) – 4º trimestre | Venceu    | [ 44 ]        |
| 2014 | EXO          | EXO                              | Prêmio de popularidade                | Venceu    | [ 45 ]        |
| 2014 | EXO          | Overdose                         | Artista do ano (álbum) – 2º trimestre | Venceu    | [ 45 ]        |
| 2015 | EXO          | EXO                              | Prêmio de popularidade                | Venceu    | [ 46 ]        |
| 2015 | EXO          | EXODUS                           | Artista do ano (álbum) – 1º trimestre | Venceu    | [ 46 ]        |
| 2015 | EXO          | Love Me Right                    | Artista do ano (álbum) – 2º trimestre | Venceu    | [ 46 ]        |
| 2015 | EXO          | Sing for You                     | Artista do ano (álbum) – 4º trimestre | Venceu    | [ 46 ]        |
| 2016 | EXO          | EXO                              | Prêmio de popularidade                | Venceu    | [ 47 ] [ 48 ] |
| 2016 | EXO          | EX'ACT (versão mandarim)         | Artista do ano (álbum) – 2º trimestre | Indicado  | [ 47 ] [ 48 ] |
| 2016 | EXO          | EX'ACT (versão coreana)          | Artista do ano (álbum) – 2º trimestre | Venceu    | [ 47 ] [ 48 ] |
| 2016 | EXO          | Lotto (versão mandarim)          | Artista do ano (álbum) – 3º trimestre | Indicado  | [ 47 ] [ 48 ] |
| 2016 | EXO          | Lotto (versão coreana)           | Artista do ano (álbum) – 3º trimestre | Venceu    | [ 47 ] [ 48 ] |
| 2016 | EXO          | For Life                         | Artista do ano (álbum) – 4º rimestre  | Indicado  | [ 47 ] [ 48 ] |
| 2016 | EXO          | "Monster"                        | Artista do ano (digital) – Junho      | Indicado  | [ 47 ] [ 48 ] |
| 2016 | EXO          | "Dancing King" (com Yoo Jae-suk) | Artista do ano (digital) – Setembro   | Indicado  | [ 47 ] [ 48 ] |

## Seoul Music Awards
| Ano  | Destinatário | Recipiente | Categoria                          | Resultado | Ref           |
| ---- | ------------ | ---------- | ---------------------------------- | --------- | ------------- |
| 2013 | EXO-K        | EXO-K      | Prêmio de novo artista             | Venceu    | [ 49 ]        |
| 2013 | EXO-K        | EXO-K      | Prêmio mobile popularity           | Indicado  | [ 49 ]        |
| 2014 | EXO          | EXO        | Prêmio bonsang                     | Venceu    | [ 50 ] [ 51 ] |
| 2014 | EXO          | EXO        | Prêmio mobile popularity           | Venceu    | [ 50 ] [ 51 ] |
| 2014 | EXO          | EXO        | Prêmio daesang                     | Venceu    | [ 50 ] [ 51 ] |
| 2014 | EXO          | "Growl"    | Gravação do ano em vendas digitais | Venceu    | [ 50 ] [ 51 ] |
| 2015 | EXO          | EXO        | Prêmio bonsang                     | Venceu    | [ 52 ] [ 53 ] |
| 2015 | EXO          | EXO        | Prêmio mobile popularity           | Indicado  | [ 52 ] [ 53 ] |
| 2015 | EXO          | EXO        | Prêmio de popularidade             | Venceu    | [ 52 ] [ 53 ] |
| 2015 | EXO          | EXO        | Prêmio daesang                     | Venceu    | [ 52 ] [ 53 ] |
| 2016 | EXO          | EXO        | Prêmio bonsang                     | Venceu    | [ 54 ] [ 55 ] |
| 2016 | EXO          | EXO        | Prêmio mobile popularity           | Indicado  | [ 54 ] [ 55 ] |
| 2016 | EXO          | EXO        | Prêmio especial hallyu             | Venceu    | [ 54 ] [ 55 ] |
| 2016 | EXO          | EXO        | Prêmio daesang                     | Venceu    | [ 54 ] [ 55 ] |
| 2016 | EXO          | EXODUS     | Gravação do Ano (Álbum)            | Indicado  | [ 54 ] [ 55 ] |
| 2017 | EXO          | EXO        | Prêmio bonsang                     | Venceu    | [ 56 ] [ 57 ] |
| 2017 | EXO          | EXO        | Prêmio mobile popularity           | Indicado  | [ 56 ] [ 57 ] |
| 2017 | EXO          | EXO        | Prêmio especial hallyu             | Indicado  | [ 56 ] [ 57 ] |
| 2017 | EXO          | EXO        | Prêmio fandom scchool              | Venceu    | [ 56 ] [ 57 ] |
| 2017 | EXO          | EXO        | Prêmio daesang                     | Venceu    | [ 56 ] [ 57 ] |

## Soribada Best K-Music Awards
| Ano  | Recipiente | Categoria                   | Resultado | Ref    |
| ---- | ---------- | --------------------------- | --------- | ------ |
| 2017 | EXO        | New Hallyu Popularity Award | Venceu    | [ 58 ] |
| 2017 | EXO        | Prêmio bonsang              | Venceu    |        |
| 2017 | EXO        | Prêmio daesang              | Venceu    |        |

## SBS Awards Festival
| Ano  | Recipiente | Categoria              | Resultado | Ref    |
| ---- | ---------- | ---------------------- | --------- | ------ |
| 2014 | EXO        | Top 10 artistas        | Venceu    | [ 59 ] |
| 2014 | EXO        | Melhor grupo masculino | Venceu    | [ 59 ] |
| 2014 | Overdose   | Melhor álbum           | Venceu    | [ 59 ] |

## KBS Music Festival
| Ano  | Destinatário | Recipiente | Categoria     | Resultado | Ref           |
| ---- | ------------ | ---------- | ------------- | --------- | ------------- |
| 2013 | EXO          | Growl      | Canção do Ano | Venceu    | [ 60 ] [ 61 ] |

## World Music Awards
| Ano  | Recipiente | Categoria                                | Resultado | Ref    |
| ---- | ---------- | ---------------------------------------- | --------- | ------ |
| 2013 | EXO        | Melhor grupo do mundo                    | Indicado  | [ 62 ] |
| 2013 | EXO        | Melhor artista ao vivo do mundo          | Indicado  | [ 62 ] |
| 2013 | EXO        | Melhor fanbase do mundo                  | Indicado  | [ 62 ] |
| 2013 | EXO        | Artista coreano com mais vendas do mundo | Venceu    | [ 62 ] |
| 2013 | "Growl"    | Melhor música do mundo                   | Venceu    | [ 62 ] |

## Outras premiações
| Ano  | Destinatário | Premiação                              | Categoria                                           | Resultado | Ref    |
| ---- | ------------ | -------------------------------------- | --------------------------------------------------- | --------- | ------ |
| 2012 | EXO-K        | Korean Entertainment Art Awards        | Prêmio de cantor rookie                             | Venceu    | [ 63 ] |
| 2012 | EXO-K        | Arirang's Simply K-Pop Awards          | Super Ídolo Rookie do Ano                           | Venceu    |        |
| 2012 | EXO          | Tower Record (K-Pop Lovers! Awards)    | Melhor Rookie do Ano (1º Semestre)                  | Venceu    | [ 64 ] |
| 2012 | EXO          | Tower Record (K-Pop Lovers! Awards)    | Melhor Rookie de 2012                               | Venceu    |        |
| 2012 | EXO          | Mengniu Music Billboard Festival       | Prêmio de mais bem Vestido                          | Venceu    | [ 65 ] |
| 2012 | EXO-M        | Mengniu Music Billboard Festival       | Grupo mais popular do ano                           | Venceu    | [ 65 ] |
| 2013 | EXO-M        | YinYueTai V-Chart Awards               | Artista mais popular da China Continental           | Venceu    | [ 66 ] |
| 2013 | EXO-M        | YinYueTai V-Chart Awards               | Melhor grupo rookie da China Continental            | Venceu    | [ 66 ] |
| 2013 | EXO-M        | Top Chinese Music Awards               | Grupo mais popular                                  | Venceu    | [ 67 ] |
| 2013 | EXO-M        | Top Chinese Music Billboard Awards     | Grupo mais popular do ano                           | Venceu    | [ 68 ] |
| 2013 | EXO          | Top Chinese Music Billboard Awards     | Prêmio de melhor grupo                              | Venceu    | [ 68 ] |
| 2013 | EXO          | Asian Idol Awards                      | Prêmio de grupo asiático popular                    | Venceu    | [ 69 ] |
| 2013 | EXO          | Hawaii International Music Awards      | Artista do Ano                                      | Venceu    | [ 70 ] |
| 2013 | EXO          | Asia Young Style Awards                | Grupo mais popular                                  | Venceu    |        |
| 2013 | EXO          | Style Icon Awards                      | The Syndrome-Causing Rookie Idols                   | Indicado  | [ 71 ] |
| 2013 | EXO          | MTV Europe Music Awards                | Melhor Artista Coreano                              | Venceu    | [ 72 ] |
| 2013 | EXO          | MTV Europe Music Awards                | Melhor Artista Japonês e Coreano                    | Venceu    | [ 72 ] |
| 2013 | EXO          | MTV Europe Music Awards                | Artista mundial                                     | Indicado  | [ 72 ] |
| 2013 | EXO          | Baidu Music Awards                     | Prêmio de grupo mais popular                        | Venceu    | [ 73 ] |
| 2013 | EXO          | SBS MTV Best of the Best               | Melhor Grupo Masculino                              | Indicado  | [ 74 ] |
| 2014 | EXO          | iF Design Awards                       | Melhor design de produto (XOXO)                     | Venceu    | [ 75 ] |
| 2014 | EXO          | iF Design Awards                       | Melhor design de embalagem ("Growl")                | Venceu    | [ 75 ] |
| 2014 | EXO          | iF Design Awards                       | Design "Identidade de marca"                        | Indicado  | [ 75 ] |
| 2014 | EXO          | Myx Music Awards                       | Vídeo favorito de K-Pop (Wolf)                      | Venceu    | [ 76 ] |
| 2014 | EXO          | Korean Entertainment Art Awards        | Prêmio de grupo cantor                              | Venceu    | [ 77 ] |
| 2014 | EXO          | YinYueTai V-Chart Awards               | Álbum do Ano — Coreia (XOXO)                        | Venceu    | [ 78 ] |
| 2014 | EXO          | Korean PD Awards                       | Prêmio de performista                               | Venceu    | [ 79 ] |
| 2014 | EXO          | Chinese Music Awards                   | Prêmio de grupo mais influente da Ásia              | Venceu    | [ 80 ] |
| 2014 | EXO          | Red Dot Design Awards                  | Communication Design Award Package (MAMA)           | Venceu    | [ 81 ] |
| 2014 | EXO          | Red Dot Design Awards                  | Communication Design Award Package (XOXO)           | Venceu    | [ 81 ] |
| 2014 | EXO          | Korean Popular Culture and Arts Awards | Prêmio do Ministério da Cultura, Desporto e Turismo | Venceu    | [ 82 ] |
| 2014 | EXO          | Japan's Tower Records Chart            | Álbum de Kpop mais vendido do ano                   | Venceu    | [ 83 ] |
| 2014 | EXO          | Miguhui Awards                         | Prêmio de melhor grupo popular da Ásia              | Venceu    | [ 84 ] |
| 2014 | EXO          | Miguhui Awards                         | Prêmio de melhor performance ("Overdose")           | Venceu    | [ 84 ] |
| 2014 | EXO          | SBS MTV Best of The Best               | Melhor grupo masculino                              | Venceu    | [ 85 ] |
| 2014 | EXO          | SBS MTV Best of The Best               | Melhor vídeo masculino                              | Venceu    | [ 85 ] |
| 2014 | EXO          | SBS MTV Best of The Best               | Artista do Ano                                      | Venceu    | [ 85 ] |
| 2014 | EXO          | MBC Entertainment Awards               | Prêmio de popularidade para cantores                | Venceu    | [ 86 ] |
| 2015 | EXO          | Huading Awards                         | Prêmio de melhor grupo internacional                | Venceu    | [ 87 ] |
| 2015 | EXO          | Youku Night                            | Prêmio de grupo asiático influente                  | Venceu    | [ 88 ] |
| 2015 | EXO          | Youku Night                            | Prêmio de artista masculino mais quente             | Venceu    | [ 88 ] |
| 2015 | EXO          | YinYueTai V-Chart Awards               | Álbum do Ano — Coreia (Overdose)                    | Venceu    | [ 89 ] |
| 2015 | EXO          | Korea Broadcasting Awards              | Músico do ano                                       | Venceu    | [ 90 ] |
| 2015 | EXO          | iQiyi All-Star Scream Night Carnival   | Prêmio de grupo mais popular da Ásia                | Venceu    | [ 91 ] |
| 2015 | EXO          | MBC Music Show Champion Awards         | Melhores canções campeãs de 2015 ("Call Me Baby")   | Venceu    | [ 92 ] |
| 2015 | EXO          | MBC Entertainment Awards 2015          | Prêmio de popularidade para cantores                | Venceu    | [ 93 ] |
| 2016 | EXO          | Top Chinese Music Awards               | Grupo mais popular mundialmente                     | Venceu    | [ 94 ] |
| 2016 | EXO          | Top Chinese Music Awards               | Melhor grupo internacional do ano                   | Venceu    | [ 94 ] |
| 2016 | EXO          | YinYueTai V-Chart Awards               | Álbum do Ano — Coreia (EXODUS)                      | Venceu    | [ 95 ] |
| 2016 | EXO          | Teen Choice Awards                     | Prêmio de Artista internacional                     | Indicado  | [ 96 ] |
| 2017 | EXO          | CJ E&M America Awards                  | Melhor performance do M Countdown ("Monster")       | Venceu    | [ 97 ] |
| 2017 | EXO          | V Live Awards                          | Artista Global — Top 10                             | Venceu    | [ 98 ] |
| 2017 | EXO          | EDaily Culture Awards                  | Prêmio de Top Excelência — Concerto (The EXO'rDium) | Venceu    | [ 99 ] |
| 2017 | EXO          | YinYueTai V-Chart Awards               | Grupo Mais Influente na Ásia                        | Venceu    |        |
| 2017 | EXO          | Teen Choice Awards                     | Artista Internacional                               | Indicado  |        |
| 2017 | EXO          | Elle Style Awards                      | Prêmio de super grupo de k-pop                      | Venceu    |        |
| 2017 | EXO          | Korean Popular Culture and Arts Awards | Prime Minister Commendation                         | Venceu    |        |

## Prêmios de programas musicais

### The Show
The Show (더 쇼) é um programa musical sul-coreano transmitido pela SBS MTV. Exo ganhou duas vezes no The Show com "Call Me Baby" e "Love Me Right".
| Ano  | Data        | Canção          |
| ---- | ----------- | --------------- |
| 2015 | 28 de abril | "Call Me Baby"  |
| 2015 | 16 de junho | "Love Me Right" |

### Show Champion
Show Champion é um programa musical sul-coreano transmitido pela MBC Music. Até 2017, Exo havia ganhado dezessete vezes (uma como Exo-K) no programa, além de três de seus singles terem conquistado o prêmio Coroa Tripla: "Growl", "Call Me Baby" e "Love Me Right".
| Ano  | Data           | Canção                 |
| ---- | -------------- | ---------------------- |
| 2013 | 19 de junho    | "Wolf"                 |
| 2013 | 21 de agosto   | "Growl"                |
| 2013 | 29 de agosto   | "Growl"                |
| 2013 | 4 de setembro  | "Growl"                |
| 2013 | 18 de dezembro | "Miracles in December" |
| 2014 | 14 de maio     | "Overdose" (Exo-K)     |
| 2015 | 8 de abril     | "Call Me Baby"         |
| 2015 | 15 de abril    | "Call Me Baby"         |
| 2015 | 22 de abril    | "Call Me Baby"         |
| 2015 | 10 de junho    | "Love Me Right"        |
| 2015 | 17 de junho    | "Love Me Right"        |
| 2015 | 24 de junho    | "Love Me Right"        |
| 2016 | 22 de junho    | "Monster"              |
| 2016 | 31 de agosto   | "Lotto"                |
| 2017 | 26 de julho    | "Ko Ko Bop"            |
| 2017 | 2 de agosto    | "Ko Ko Bop"            |
| 2017 | 13 de setembro | "Power"                |

### M! Countdown
M! Countdown é um programa musical sul-coreano transmitido pela Mnet. Até 2017, Exo havia ganhado vinte e uma vezes (duas como Exo-K) no programa, além de quatro de seus singles terem conquistado o prêmio "Coroa Tripla": "Growl", "Miracles in December", "Call Me Baby" e "Monster".
| Ano  | Data           | Canção                 |
| ---- | -------------- | ---------------------- |
| 2013 | 22 de agosto   | "Growl"                |
| 2013 | 29 de agosto   | "Growl"                |
| 2013 | 5 de setembro  | "Growl"                |
| 2013 | 19 de dezembro | "Miracles in December" |
| 2013 | 26 de dezembro | "Miracles in December" |
| 2014 | 2 de janeiro   | "Miracles in December" |
| 2014 | 15 de maio     | "Overdose" (Exo-K)     |
| 2014 | 22 de maio     | "Overdose" (Exo-K)     |
| 2015 | 9 de abril     | "Call Me Baby"         |
| 2015 | 17 de abril    | "Call Me Baby"         |
| 2015 | 30 de abril    | "Call Me Baby"         |
| 2015 | 18 de junho    | "Love Me Right"        |
| 2016 | 16 de junho    | "Monster"              |
| 2016 | 23 de junho    | "Monster"              |
| 2016 | 30 de junho    | "Monster"              |
| 2016 | 25 de agosto   | "Lotto"                |
| 2016 | 1 de setembro  | "Lotto"                |
| 2017 | 27 de julho    | "Ko Ko Bop"            |
| 2017 | 3 de agosto    | "Ko Ko Bop"            |
| 2017 | 10 de agosto   | "Ko Ko Bop"            |
| 2017 | 14 de setembro | "Power"                |

### Music Bank
| Ano  | Data           | Canção                               |
| ---- | -------------- | ------------------------------------ |
| 2013 | 14 de junho    | "Wolf"                               |
| 2013 | 16 de agosto   | "Growl"                              |
| 2013 | 23 de agosto   | "Growl"                              |
| 2013 | 20 de dezembro | "Miracles in December"               |
| 2014 | 31 de maio     | "Overdose" (Exo-K)                   |
| 2015 | 2 de janeiro   | "December, 2014 (The Winter's Tale)" |
| 2015 | 10 de abril    | "Call Me Baby"                       |
| 2015 | 16 de abril    | "Call Me Baby"                       |
| 2015 | 24 de abril    | "Call Me Baby"                       |
| 2015 | 1 de maio      | "Call Me Baby"                       |
| 2015 | 12 de junho    | "Love Me Right"                      |
| 2015 | 19 de junho    | "Love Me Right"                      |
| 2015 | 18 de dezembro | "Sing for You"                       |
| 2015 | 25 de dezembro | "Sing for You"                       |
| 2016 | 2 de janeiro   | "Sing for You"                       |
| 2016 | 17 de junho    | "Monster"                            |
| 2016 | 23 de junho    | "Monster"                            |
| 2016 | 1 de julho     | "Monster"                            |
| 2016 | 26 de agosto   | "Lotto"                              |
| 2016 | 2 de setembro  | "Lotto"                              |
| 2016 | 30 de dezembro | "For Life"                           |
| 2017 | 28 de julho    | "Ko Ko Bop"                          |
| 2017 | 4 de agosto    | "Ko Ko Bop"                          |
| 2017 | 15 de setembro | "Power"                              |
| 2017 | 22 de setembro | "Power"                              |

### Show! Music Core
| Ano  | Data           | Canção                 |
| ---- | -------------- | ---------------------- |
| 2013 | 15 de junho    | "Wolf"                 |
| 2013 | 24 de agosto   | "Growl"                |
| 2013 | 31 de agosto   | "Growl"                |
| 2013 | 7 de setembro  | "Growl"                |
| 2013 | 14 de dezembro | "Miracles in December" |
| 2013 | 21 de dezembro | "Miracles in December" |
| 2014 | 17 de maio     | "Overdose" (Exo-K)     |
| 2014 | 24 de maio     | "Overdose" (Exo-K)     |
| 2015 | 11 de abril    | "Call Me Baby"         |
| 2015 | 18 de abril    | "Call Me Baby"         |
| 2015 | 25 de abril    | "Call Me Baby"         |
| 2015 | 2 de maio      | "Call Me Baby"         |
| 2015 | 13 de junho    | "Love Me Right"        |
| 2015 | 20 de junho    | "Love Me Right"        |
| 2015 | 27 de junho    | "Love Me Right"        |
| 2017 | 5 de agosto    | "Ko Ko Bop"            |
| 2017 | 12 de agosto   | "Ko Ko Bop"            |

### Inkigayo
| Ano  | Data           | Canção                    |
| ---- | -------------- | ------------------------- |
| 2013 | 16 de junho    | "Wolf"                    |
| 2013 | 18 de agosto   | "Growl"                   |
| 2013 | 25 de agosto   | "Growl"                   |
| 2013 | 1 de setembro  | "Growl"                   |
| 2013 | 15 de dezembro | "Miracles in December"    |
| 2013 | 22 de dezembro | "Miracles in December"    |
| 2014 | 18 de maio     | "중독 (Overdose)" (Exo-K) |
| 2014 | 25 de maio     | "중독 (Overdose)" (Exo-K) |
| 2014 | 1 de junho     | "중독 (Overdose)" (Exo-K) |
| 2015 | 5 de abril     | "Call Me Baby"            |
| 2015 | 12 de abril    | "Call Me Baby"            |
| 2015 | 19 de abril    | "Call Me Baby"            |
| 2015 | 21 de junho    | "Love Me Right"           |
| 2016 | 19 de junho    | "Monster"                 |
| 2016 | 26 de junho    | "Monster"                 |
| 2016 | 28 de agosto   | "Lotto"                   |
| 2016 | 4 de setembro  | "Lotto"                   |
| 2017 | 29 de julho    | "Ko Ko Bop"               |
| 2017 | 5 de agosto    | "Ko Ko Bop"               |
| 2017 | 17 de setembro | "Power"                   |

### Global Chinese Music
| Ano  | Data       | Canção                    |
| ---- | ---------- | ------------------------- |
| 2014 | 10 de maio | "上癮 (Overdose)" (Exo-M) |
| 2014 | 17 de maio | "上癮 (Overdose)" (Exo-M) |